# Eleição municipal de Diadema em 2012
A eleição municipal de Diadema em 2012 aconteceu em 7 de outubro de 2012 para eleger um prefeito, um vice-prefeito e 21 vereadores no município de Diadema, no Estado de São Paulo, no Brasil. O prefeito eleito foi Lauro Michels, do Partido Verde (PV), porém, sua eleição ocorreu apenas no dia 28 de outubro, no segundo turno com 60% dos votos válidos disputando o cargo com Mário Reali, do Partido dos Trabalhadores (PT), que tentara a recandidatura . O 1º turno contava com mais 4 adversários, Maridite (PSDB), Edvan Rodrigues de Souza (PMN), Ivanci Vieira dos Santos (PSTU) e Vladimir Antonio Vladão (PCB). A vice-prefeita eleita, na chapa de Lauro Michels, foi Engenheira Silvana (PTB).A disputa para as 21 vagas na Câmara Municipal de Diadema envolveu a participação de 424 candidatos. O candidato mais bem votado foi José Augusto, do PSDB, que obteve 7.254 votos (3,10% dos votos válidos).

## Antecedentes
Na eleição municipal de 2008, Mario Reali, do PT, foi eleito no 1º turno com 58% dos votos válidos (133.893 votos). O cargo era também disputado por José Augusto (PSDB), Dr. Ricardo Toshio (PMN) e Vladão (PCB). Antes de vencer a eleição para prefeito, Reali foi eleito duas vezes deputado estadual pelo PT de São Paulo (2002 e 2006).

## Eleitorado

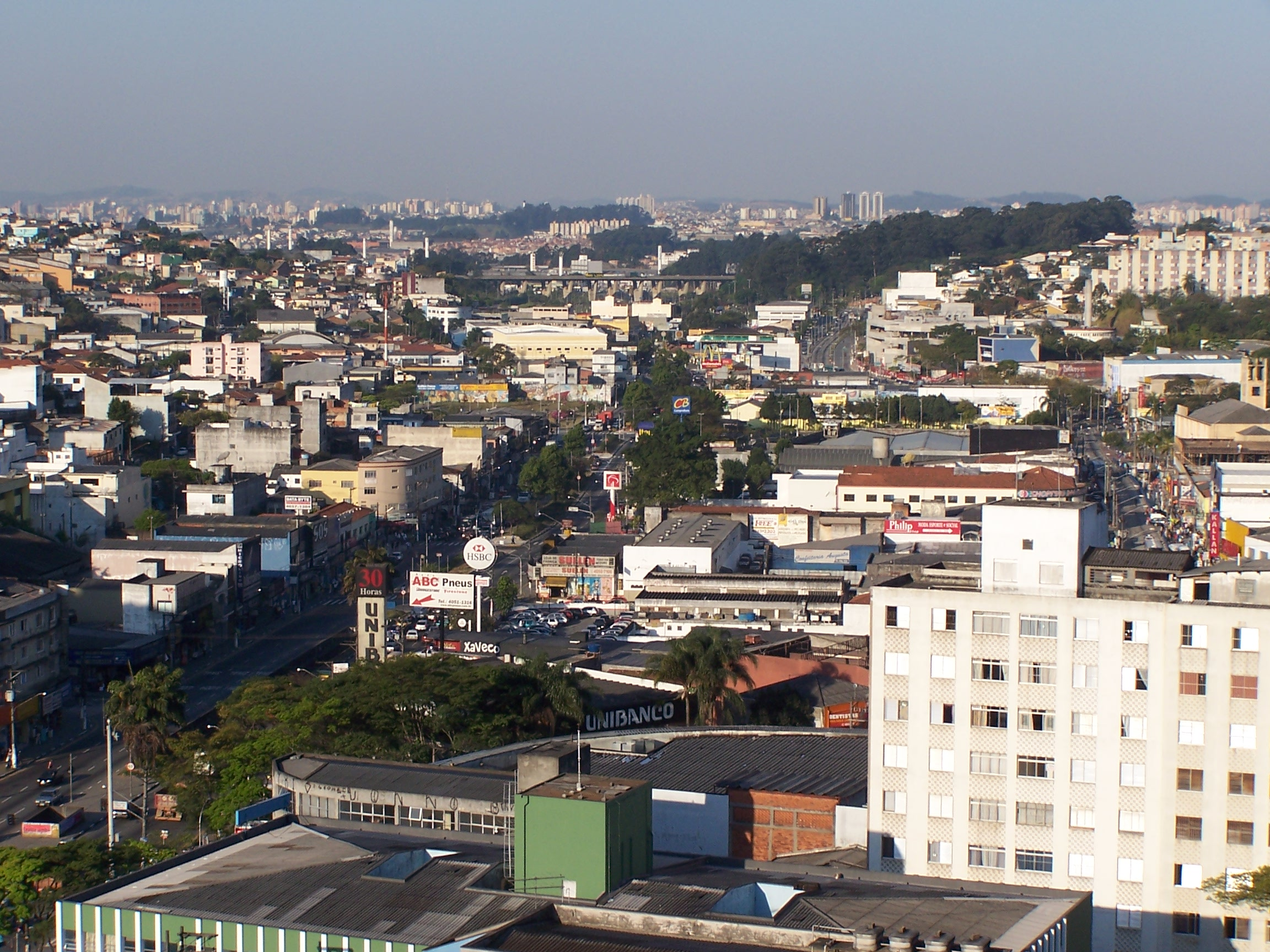
Vista panorâmica de Diadema, em 2006

Na eleição de 2012, houve um total de comparecimento de 268.843 eleitores e 51.544 abstenções no 1º turno, já no 2º turno, 262.225 eleitores e 58.162 abstenções. Ao todo, 320.387 Diademenses estiveram aptos a votar, o que correspondia a 78,77% da população da cidade.

## Candidatos
Houve seis candidatos à prefeitura: Lauro Michels (PV), Mario Reali (PT), Maridite (PSDB), Edvan Rodrigues de Souza (PMN), Ivanci Vieira dos Santos (PSTU) e Vladimir Antonio Vladao (PCB).
|  | Candidato(a)                                      | Vice               | Partido | Coligação                                                                                |
|  | ------------------------------------------------- | ------------------ | ------- | ---------------------------------------------------------------------------------------- |
|  | Lauro Michels                                     | Engenheira Silvana | PV      | "Diadema Pode Mais" (PP/PTB/PSC/PSDC/PHS/PTC/PV/PSD)                                     |
|  | Mario Wilson Pedreira Reali                       | Gilson Menezes     | PT      | "Pra Diadema Ter Mais" (PT/PSB/PRB/PDT/PMDB/PSL/PTN/PR/DEM/PRTB/PRP/PPL/PCdoB/PTdoB/PPS) |
|  | Maridite Cristóvão Gomes de Oliveira              | Prof.ª Isabel      | PSDB    | Partido não coligado                                                                     |
|  | Edvan Rodrigues de Souza                          | Morart             | PMN     | Partido não coligado                                                                     |
|  | Ivanci Vieira dos Santos                          | Prof.º Ezequiel    | PSTU    | Partido não coligado                                                                     |
|  | Vladimir Antonio "Vladão" Trombini Pereira Campos | Adílio             | PCB     | Partido não coligado                                                                     |

## Campanha
Uma das principais adversidades de Diadema, encontra-se na área da Educação. O município  possui níveis de escolaridade abaixo da média do Estado de São Paulo. Segundo o Censo de 2010, Diadema possui taxa de analfabetismo de 4,4%, enquanto o Estado de São Paulo mantem a taxa em 4,3%. Em campanha,Lauro Michels afirmou pretender instituir cursinhos pré-vestibulares no município para jovens de baixa renda e também prometeu criar novas creches, inclusive creches 24 horas e abertas aos finais de semana.
O município também recebeu muitas criticas relacionadas à segurança, sendo em pesquisa apontada como área mais problemática. Lauro Michels propôs em campanha algumas medidas a serem tomadas, entre elas, implementação de ronda escolar, programa de capacitação da Guarda Civil Metropolitana e monitoramento por alarme nas escolas e órgaos públicos.
Durante o segundo turno, Lauro Michels enfrentou dificuldades em sua campanha devido declaracoes de que sua candidatura era vazia e nao possuia propostas e de que sua ida ao segundo turno tinha sido através de mentiras e falsas acusacoes. No primeiro turno, o candidato Mario Reali entrou com uma representação judicial contra Lauro Michels, devido  declaracao de que Mario Reali utilizava verbas do mensalao em sua campanha.
Constado no Sistema de Prestação de Contas Eleitorais (SPCE), Lauro Michels obteve um total de receitas e despesas em sua campanha de  R$ 401.382,10 enquanto na prestação de contas de seu principal oponente Mario Reali, o valor é de R$ 3.038.165,39.

## Pesquisas

### 1º turno
Uma pesquisa divulgada no dia 2 de setembro, pelo Ibope, apontava 21% das intenções de voto para Lauro Michels. Da data da pesquisa até a votação do primeiro turno, Lauro Michels dobrou a porcentagem apontada, indo para o segundo turno com 41,92% dos votos, contra 46,75% de Mário Reali.
| Data de realização                       | Data de divulgação     | Instituto | Número de registro no TRE | Contratante                 | Entrevistados | Margem de erro | Candidato        | Candidato          | Candidato       | Candidato           | Candidato    | Candidato           | Não sabe/ Não respondeu | Brancos e nulos |
| Data de realização                       | Data de divulgação     | Instituto | Número de registro no TRE | Contratante                 | Entrevistados | Margem de erro | Mário Reali (PT) | Lauro Michels (PV) | Maridite (PSDB) | Buiu da Praça (PMN) | Vladão (PCB) | Prof.º Ivanci (PMN) | Não sabe/ Não respondeu | Brancos e nulos |
| ---------------------------------------- | ---------------------- | --------- | ------------------------- | --------------------------- | ------------- | -------------- | ---------------- | ------------------ | --------------- | ------------------- | ------------ | ------------------- | ----------------------- | --------------- |
| de 27 de agosto à 02 de setembro de 2012 | 02 de setembro de 2012 | Ibope     | SP 00658/2012             | GRUPO ABCD DE JORNAIS LTDA. | 805           | ± 3%           | 40%              | 21%                | 7%              | 2%                  | 1%           | 0%                  | 15%                     | 15%             |

### 2º turno
Quase duas semanas antes da votação para o segundo turno, Lauro Michels já apontava em pesquisa, 10% a mais da intenção de votos em relação a seu concorrente, Mário Reali. .
| Data de realização | Data de divulgação | Instituto | Número de registro no TRE | Contratante           | Entrevistados | Margem de erro | Candidato          | Candidato        | Não sabe/ Não respondeu | Brancos e nulos |
| Data de realização | Data de divulgação | Instituto | Número de registro no TRE | Contratante           | Entrevistados | Margem de erro | Lauro Michels (PV) | Mário Reali (PT) | Não sabe/ Não respondeu | Brancos e nulos |
| ------------------ | ------------------ | --------- | ------------------------- | --------------------- | ------------- | -------------- | ------------------ | ---------------- | ----------------------- | --------------- |
| 16 outubro de 2012 | 16 outubro de 2012 | Ibope     | SP 01861/2012             | Diário do Grande ABC. | 1.070         | ± 3%           | 45,3%              | 34%              | 6,9                     | 3,8%            |

## Resultados

### 1º Turno: Prefeitos
Resultado do 1º turno da eleição para prefeito realizado no dia 7 de outubro de 2012, em ordem alfabética dos candidatos (apenas votos válidos). Entre os seis candidatos, foram para o 2º turno, Mario Reali (PT) com 46,75% dos votos e Lauro Michels (PV) 41,92% dos votos.
| Candidato(a)                                            | Vice                     | 1º Turno 7 de outubro de 2012 | 1º Turno 7 de outubro de 2012 |
| Candidato(a)                                            | Vice                     | Votação                       | Votação                       |
|                                                         |                          | Total                         | Porcentagem                   |
| ------------------------------------------------------- | ------------------------ | ----------------------------- | ----------------------------- |
| Mario Reali (PT)                                        | Gilson Menezes (PSB)     | 105.456                       | 46,75%                        |
| Lauro Michels (PV)                                      | Engenheira Silvana (PTB) | 94.562                        | 41,92%                        |
| Maridite (PSDB)                                         | Prof.ª Isabel (PSDB)     | 21.388                        | 9,48%                         |
| Edvan Rodrigues de Souza (PMN)                          | Morart (PMN)             | 3.652                         | 1,62%                         |
| Ivanci Vieira dos Santos (PSTU)                         | Prof.º Ezequiel (PSTU)   | 493                           | 0,22%                         |
| Vladimir Antonio "Vladão" Trombini Pereira Campos (PCB) | Adílio (PCB)             | 0                             | 0%                            |
| Total de votos válidos                                  | Total de votos válidos   | 225.551                       | 83,90%                        |
| Votos em branco                                         | Votos em branco          | 21.484                        | 7,99%                         |
| Votos nulos                                             | Votos nulos              | 21.808                        | 8,11%                         |
| Total                                                   | Total                    | 268.843                       | 100%                          |
| Abstenções                                              | Abstenções               | 51.544                        | 16,09%                        |
| Votos apurados                                          | Votos apurados           | 268.843                       | 100%                          |
| Total de eleitores                                      | Total de eleitores       | 268.843                       | 100%                          |

### 2º Turno: Prefeitos
Resultado do 2º turno da eleição para prefeito, realizado no dia 28 de outubro de 2012 em ordem alfabética dos candidatos (apenas votos válidos). Lauro Michels (PV) venceu com 60,44% dos votos, enquanto Mario Reali (PT) obteve 39,56% dos votos.
| Candidato(a)           | Vice                     | 2º Turno 28 de outubro de 2012 | 2º Turno 28 de outubro de 2012 |
| Candidato(a)           | Vice                     | Votação                        | Votação                        |
|                        |                          | Total                          | Porcentagem                    |
| ---------------------- | ------------------------ | ------------------------------ | ------------------------------ |
| Lauro Michels (PV)     | Engenheira Silvana (PTB) | 145.084                        | 60,44%                         |
| Mario Reali (PT)       | Gilson Menezes (PSB)     | 94.963                         | 39,56%                         |
| Total de votos válidos | Total de votos válidos   | 240.047                        | 91,54%                         |
| Votos em branco        | Votos em branco          | 8.768                          | 3,34%                          |
| Votos nulos            | Votos nulos              | 13.410                         | 5,11%                          |
| Total                  | Total                    | 262.225                        | 100%                           |
| Abstenções             | Abstenções               | 58.162                         | 18,15%                         |
| Votos apurados         | Votos apurados           | 262.225                        | 100%                           |
| Total de eleitores     | Total de eleitores       | 320.387                        | 100%                           |

### Vereadores
Dos vinte um (21) vereadores eleitos, apenas quatro (4) eram em 2012 da base de Lauro Michles. Dez (10) vereadores foram reeleitos, sendo quatro (4) os que não obtiveram a reeleição: Marion Magali de Oliveira (PPL); o Pastor Edmilson (PMDB);  o atual presidente da Casa, Laércio Soares (PC do B) e  João Pedro Merenda (PPS);
Dentre os 21 vereadores, apenas duas mulheres foram eleitas. O PT foi o partido com o maior número de vereadores eleitos (6), seguido por PV e PR (quatro cada um), PSDB e PSB (dois cada um) e PMDB, PDT e PRB (eleito apenas um de cada partido). O vereador mais votado foi José Augusto (PSDB), que obteve 7.254 votos (3,10% dos votos válidos) mesmo enfrentando, na época, dois processos que poderiam enquadrá-lo na Lei da Ficha Limpa. José Augusto, eleito Deputado Estadual em 1998 e 2006 e eleito, também, Prefeito de Diadema nas Eleições Municipais de 1988 pelo PT, posteriormente se candidatou ao cargo de Prefeito do município mais quatro vezes. Nas eleições de 2012 iria se candidatar novamente à Prefeitura entretanto como estratégia de seu partido atual (PSDB), projetaram como cabeça de chapa, a ex-vereadora Maridite Cristóvão de Oliveira, esposa de José Augusto enquanto ele, se candidataria ao cargo de vereador servindo como um potencial puxador de votos devido seu recall eleitoral em Diadema. Sua eleição também contribuiria para o PSDB formar uma bancada mais consolidada no Legislativo. Em 2008, por exemplo, recebeu 80 mil votos em sua candidatura à prefeitura e em 2010, candidato à deputado estadual obteve 31,8 mil votos em Diadema, o maior número de votos na cidade.